# Pleuranthodium papilionaceum
Pleuranthodium papilionaceum là một loài thực vật có hoa trong họ Gừng. Loài này được Karl Moritz Schumann miêu tả khoa học đầu tiên năm 1889 dưới danh pháp Alpinia papilionacea. Năm 1991, Rosemary Margaret Smith chuyển nó sang chi Pleuranthodium.

## Phân bố
Loài này có tại Konstantinhafen (địa điểm nằm trên bờ vịnh Astrolabe, nay là Erimba - tọa độ 5°30′N 145°55′Đ / 5,5°N 145,917°Đ, thuộc tỉnh Madang), Bonga và Finschhafen thuộc tỉnh Morobe ở miền đông Papua New Guinea. Môi trường sống là rừng, tên gọi bản địa là merrei, nở hoa trắng trong tháng 7. Mẫu định danh là Hollrung số 195 do Udo Max Hollrung (1858-1937) thu thập.